# Iota Piscium
Iota Piscium is een Type-F hoofdreeksster met een spectraalklasse van F7.V. De ster bevindt zich 44,73 lichtjaar van de zon.